# Jarre Live
Jarre Live (1996 umbenannt in Destination Docklands (The London Concerts)) ist ein Livealbum des französischen Musikers Jean-Michel Jarre. Es ist Jarres drittes Livealbum und seine insgesamt zwölfte Albenveröffentlichung. Die höchste Chartplatzierung konnte es in England mit Platz 16 belegen. Es enthält den Mitschnitt zweier Konzerte vom 8. und 9. Oktober 1988 in London, England, welche in den Royal Victoria Docks aufgeführt und von ca. 400.000 Besuchern miterlebt wurden. Inhaltlich gaben die Konzerte vor allen Dingen Stücke aus dem kurz zuvor veröffentlichten Studioalbum Revolutions wieder.

## Besonderheit
Die Konzerte fanden zusammen mit Gastmusikern von großem Feuerwerk begleitet bei strömendem Regen statt. Es herrschte ungemein schlechtes Wetter, was auf dem ebenfalls erhältlichen Videomitschnitt gut zu sehen ist. Die Bühne befand sich, auf der Themse schwimmend, auf einem 1000 Tonnen schweren Lastkahn.
Jarre wurde im Stück Revolutions von Kudsi Erguner, mit dem es aufgrund eines von Jarre verwendeten Samples auf dem Album Revolutions zu einem Rechtsstreit kam, auf einer Ney begleitet. Das Stück London Kid spielte Jarre gemeinsam mit dem britischen Gitarristen Hank Marvin. Das vom malischen Frauenchor begleitete September stellt eine Widmung an die afrikanische Politikerin Dulcie September dar, welche während der Eröffnung des African-National-Congress-Büros in Paris am 29. März 1988 ermordet wurde.

## Titelliste
Geschrieben und arrangiert von Jean-Michel Jarre.
- Introduction (Revolutions) – 1:03
- Overture (Industrial Revolution) – 3:00
- Industrial Revolutions Part 1,2,3 – 5:45
- Magnetic Fields Part 2 – 4:09
- Oxygene Part 4 – 3:46
- Computer Week-End – 5:18
- Revolutions – 3:52
- London Kid – 4:57
- Rendez-Vous Part 4 – 4:16
- Rendez-Vous Part 2 – 8:54
- September – 4:45
- The Emigrant – 3:53

## Wichtige Versionen
| Jahr | Ausgabeform | Medium | Land                    | Label                    | Katalognummer | Bemerkung                                                       |
| ---- | ----------- | ------ | ----------------------- | ------------------------ | ------------- | --------------------------------------------------------------- |
| 1989 | Original    | CD     | Frankreich, Deutschland | Disques Dreyfus, Polydor | 841 258-2     | Erstausgabe SPARS Code: ADD                                     |
| 1991 | Remastered  | CD     | Frankreich              | Disques Dreyfus          | 841 176-2     | Serie Digitally Remastered                                      |
| 1996 | Remastered  | CD     | Frankreich              | Disques Dreyfus          | FDM 36149-2   | als Destination Docklands                                       |
| 1997 | Remastered  | CD     | Europa                  | EPIC                     | EPC 488143 2  | als Destination Docklands 96 kHz/24bit technology by Scott Hull |
| 2014 | Remastered  | CD     | Europa                  | Sony Music               | 88843024732   | als Destination Docklands blaues Cover, by Dave Dadwater        |

## Besetzung

### Musiker
- Jean-Michel Jarre – Synthesizer
- Dominique Perrier – Synthesizer
- Michel Geiss – Synthesizer und künstlerische Zusammenarbeit
- Francis Rimbert – Keyboards
- Dino Lumbroso – Percussion
- Jo Hammer – Schlagzeug
- Guy DeLacroix – Bass
- Christine Durand – Gesang (Sopran)
- Sylvain Durand – Keyboards und musikalische Koordination

### Weitere Besetzung
- Hank Marvin – Gitarre
- Bruno Rossignol – Chorleitung
- Xavier Bellenger – Berater für ethnische Musik
- Female Choir From Mali – Chor unter der Leitung von Sori Bamba
- Kudsi Erguner – Ney
- Mireille Pombo – Solistin im Lied September